# Ryōta Hayasaka
Ryōta Hayasaka (早坂 良太?, Haysaka Ryōta; Nara, 19 settembre 1985) è un ex calciatore giapponese, di ruolo centrocampista.